# 北国の帝王
『北国の帝王』（きたぐにのていおう、Emperor of the North Pole）は、1973年のアメリカ合衆国の映画。

## 解説
1930年代大不況下のアメリカを舞台に、職を求めて鉄道の無賃乗車で放浪を続ける浮浪者（ホーボー）と無賃乗車犯を追い払う車掌との対決を描く。
当初サム・ペキンパー監督によって企画されたが、ロバート・アルドリッチ監督の下で完成された。

## ストーリー
1933年の世界恐慌の嵐が吹き荒れる大不況下のアメリカ。職の見つからない求職者たちは当所もなく各地を放浪するしかなかった。ホーボーと呼ばれるそんな彼らの移動手段は、貨物列車にこっそり忍び込んでしまうことであった。そんな彼らの中では決して乗ってはいけないと恐れられているオレゴン州に拠点を置く19号列車があった。その列車は、シャックという腕利きの鬼車掌が指揮をとり、ホーボーは見つけられたら容赦なく惨殺、しかし表向きは転落事故として処理されるのであった。
ホーボー達はシャックの犠牲になる仲間たちに嘆く中で、唯一19号車に敢えて挑戦する伝説の男に希望を託していた、北国の帝王と呼ばれる伝説のホーボー、A(エース)・ナンバーワンである。エースはシャックの目を欺いて列車に乗り込むため、シャックは無賃乗車を見つけることはおろか、いままで顔すら見ることが出来ずにいた。
ある時、シガレットという若者が北国の帝王の座を奪おうとエースの乗る列車に同乗したため、事態は思わぬ方向に進んで行く。

## スタッフ
- 監督：ロバート・アルドリッチ
- 製作総指揮：ケネス・ハイマン
- 製作：スタン・ハフ
- 脚本：クリストファー・ノップ
- ストーリー：ジャック・ロンドン（ノンクレジット）
- 撮影：ジョゼフ・F・バイロック
- 音楽：フランク・デヴォール
- 編集：マイケル・ルチアーノ
- 提供：インター・ヘミスフェアー、20世紀フォックス

## 登場人物
A(エース)・ナンバーワン
ホーボーの社会では「北国の帝王」として語り継がれている伝説の列車乗り。ホーボー仲間の物資調達のために列車を利用する。経験豊富で義理に熱く、シャックを欺いて19号列車に乗り込むことに成功しているため、その存在は鉄道員たちからも敵ながら一目置かれている。シガレットの邪魔に手を焼きながらも自分が帝王である事を証明するために19号列車に再び挑戦する。
シャック
19号列車を指揮する腕利きの鬼車掌。「俺の列車に乗った奴を五体満足では降ろさない」とホーボーたちの無賃乗車に容赦のない攻撃で惨殺していく。職務に忠実ながら高圧的かつ傲慢な性格で、仲間の鉄道員達にもパワハラで無理難題な命令をするため、鉄道員達からも恐れられ嫌われている。
エースに欺かれて19号車に乗りこまれながらも「俺に挑戦出来る男はたった一人なんだ」とエースの事を少なからず一目置いている。
シガレット
6年近く浮浪者暮らしをしている青年。「北国の帝王」の座を奪おうとエースの後を付け回す。まだ若造で挑戦心はあるが、卑怯、卑劣で仲間を見捨てる姑息な性格。
クラッカー
19号列車の制動手。列車の巡回警備が主な仕事だが、盲点をついたエースの乗車を見逃すため、毎度シャックの逆鱗に触れる。気が弱く、シャックに怯えている。
ホッガー
19号列車の老齢のベテラン機関士。シャックの執念に半ば呆れかえってる。
コーリー
19号列車の黒人の機関助手。エースにスチームを振りかけて攻撃をし、火傷を負わす。ホッガーとそつなく仕事をこなす。

## キャスト
| 役名             | 俳優                     | 日本語吹替 |
| 役名             | 俳優                     | 東京12ch版 |
| ---------------- | ------------------------ | --- |
| A・ナンバーワン  | リー・マーヴィン         | 小林清志 |
| シャック         | アーネスト・ボーグナイン | 富田耕生 |
| シガレット       | キース・キャラダイン     | 朝戸鉄也 |
| クラッカー       | チャールズ・タイナー     | 上田敏也 |
| ホッガー         | マルコム・アタベリー     | 槐柳二 |
| コーリー         | ハリー・シーザー         | 飯塚昭三 |
| その他           | N/A                      | 岩下ひろみ 筈見純 国坂伸 杉田俊也 村松康雄 日高晤郎 石森達幸 追加収録部分 増山浩一 小島敏彦 山本善寿 宮本崇弘 古屋家臣 土井真理 野一祐子 関雄 青木崇 山橋正臣 堀越富三郎 藤高智大 小島敬介 もりなつこ 佐伯美由紀 長谷川敦央 松浦裕美子 |
| 日本語版スタッフ |                          | |
| 演出             | 演出                     | 田島荘三 （佐藤敏夫） |
| 翻訳             | 翻訳                     | トランスグローバル （小島さやか） |
| 調整             | 調整                     | 杉原日出弥 |
| 制作             | 制作                     | トランスグローバル （東北新社） |
| 初回放送         | 初回放送                 | 1977年4月7日 『木曜洋画劇場』 ※約92分 |

- DVDには初回放送版が収録。2015年4月22日発売のBDには放送時にカットされた部分に当時と同じ声優陣による追加収録を行った「日本語吹替完声版」を収録。